# El món màgic de Harry Potter
El món màgic és el món secret en què la majoria de la trama dels llibres (i pel·lícules) de Harry Potter té lloc. En l'univers de Harry Potter, existeix la màgia, però les persones que la poden fer l'amaguen de les personas no-màgics (conegudes com a "Muggles"). La població muggle excedeix enormement la població de bruixes i bruixots, qui, per evitar conflicte, oculten la seva existència i la de les altres races i espècies màgiques.

## L'herència de poder màgic
La capacitat de fer màgia és heretada dels pares, encara que desenvolupar poders màgics útils necessita anys d'estudi i pràctica. Típicament els fills d'un bruixot i una bruixa també tendran la facultat màgica, i de la mateixa manera és probable que el fill de dos Muggles ho serà també. De totes maneres, és possible que dues persones màgiques tinguin un fill no-màgic, i igualment dos pares no-màgics poden tenir un fill or filla amb la facultat màgica. (Encara que és poc comú que dos Muggles tinguin un fill màgic, un percentatge considerable de bruixots són fills de Muggles, atès que hi ha moltes més famílies de Muggles que famílies màgiques.)

### Els llufes
Els fills de famílies màgiques solen tenir la facultat màgica, però a vegades un nen neix que resulta ser incapaç d'aprendre la màgia. Aquests, coneguts com a "llufes", són bastant rars. Hi ha dos llufes representats en la trama de Harry Potter, el zelador de Hogwarts, n'Argus Filch, i una veïna d'en Harry, l'Arabella Figg. En Ron Weasley esmenta un parent distant dels Weasley sense poders màgics, qui va decidir esdevenir un comptable. La família d'en Neville Longbottom havia sospitat que ell fos un llufa, perquè els seus poders van tardar tant a manifestar-se.
Segons va publicar Rowling en un passatge escrit a la web Pottermore, l'ex-jugador de rugbi Angus Buchanan era, en realitat, un llufa, que als 11 anys va anar a viure amb els muggles. Dedicant la seva vida al rugbi, el jugador escocès, que va disputar el primer partit internacional de la història d'aquest esport, on es van enfrontar Escòcia i Anglaterra, el 1871, publicaria una autobiografia titulada La meva vida com a llufa (My Life as a Squib en anglès), que tindria un gran èxit entre les bruixes i els bruixots. Gràcies al seu èxit, doncs, la comunitat màgica de la Gran Bretanya va començar a interessar-se per aquest esport muggle, motiu pel qual encara avui en dia moltes bruixes i bruixots segueixen el rugbi i, molt especialment, la selecció escocesa.

### La puresa de sang
Dins la societat màgica, algunes persones discriminen bruixots amb pares muggle. Tot i que no hi ha cap prova en la història que aquests, anomenats "fills de muggle", tenen menys habilitat màgica, hi ha persones de famílies de "sang pura" que es consideren superiors als fills de muggle. Alguns usen el terme greument ofensiu "sang de fang" per a insultar els fills de muggle, però aquesta frase sembla inacceptable entre gent ben educada. Una de les quatre residències de Hogwarts, l'Slytherin, només accepta alumnes de sang pura. Segons en Hagrid i en Dumbledore, tanmateix, no existeix la "sang pura", perquè totes les famílies màgiques tenen avantpassats muggle.
Les famílies velles en Anglaterra inclouen els Weasley, els Potter, els Black, els Malfoy, els Prewett, els Selwyn, els Longbottom, i els Lestrange. En algunes d'aquestes famílies és esperat que tots els membres es casin amb altres persones de "sang pura"; per exemple, l'Andròmeda Tonks (mare de la Nimfadora Tonks) fou desheretat per la seva família, els Black, per haver-se casat amb un Muggle, en Ted Tonks. En altres famílies de sang pura, tanmateix, no importa la sang; els Weasley, per exemple, no es preocupen per la sang (i per això els Malfoy els han anomenat "traïdors de sang").
El supremacisme de sang impulsa el conflicte central de la saga Harry Potter: la lluita contra el bruixot malvat, en Voldemort, qui, durant el període en què la trama té lloc, atempta conquerir el món màgic i subjugar els Muggles. El seu exèrcit de bruixes i bruixots malvats, els Cavallers de la mort, són membres de famílies de sang pura. Irònicament, en Voldemort mateix no és de sang pura; el seu pare va ser un Muggle.
A causa de la importància de la sang, les famílies de sang pura són todes emparentades. En Sírius Black, per exemple, és el cosí de la Narcisa Malfoy (mare d'en Draco), i una de les germanes d'aquesta es va casar amb un Lestrange. El petit patrimoni gènic dels bruixots de sang pura explica la seva tendència cap a la violència i la bogeria. És possible que la poca diversitat genètica ha reduït la taxa de natalitat entre els bruixots purs, ja que sembla que hi ha pocs hereus de les famílies de sang pura. En Draco, per exemple, sembla el sol hereu mascle dels Malfoy, i en Sírius és el últim hereu mascle dels Black. Harry Potter, l'únic Potter viu durant la història, és de sang barrejada.

## Relacions amb el mónmuggle
L'existència del món màgic és un secret gairebé total. En Anglaterra, hi ha només un canal oficial de comunicació entre els bruixots i els Muggles -- el Conseller d'Afers Màgics parla a vegades amb el primer ministre muggle. Llevat d'això, és il·legal que un bruixot reveli l'existència de la màgia als Muggles. Hi ha una llei que prohibeix l'ús de la màgia en la presència d'un Muggle excepte en casos d'autodefensa.
No obstant això, probablement per raons pràctiques, les famílies de bruixes i bruixots d'origen muggle aprenen del món màgic. Els pares de l'Hermione Granger la van acompanyar obertament a la Ronda D'alla i fins van canviar els diners muggle per diners de bruixots. Els Dursley també saben de l'existència de la màgia. Per tant, sembla que la llei deu tenir una excepció permetent que els bruixots revelin l'existència de la màgia a les seves parents.
A pesar del fet que molts bruixots són fills de pares muggle, la comunitat màgica és típicament molt ignorant dels costums muggle. Fins n'Arthur Weasley, qui té un gran afecte pels Muggles, no sap comptar els diners muggle ni utilitzar un telèfon o enviar una carta. La majoria dels bruixots semblen tenir encara menys interès que ell en la societat muggle, i és aparent que per a un bruixot estar massa fascinat pels Muggles és vist com a excèntric.
Els alumnes de Hogwarts poden estudiar la Muggleologia, però és un curs opcional.
La Conselleria d'Afers Màgics té un grup de d'empleats encarregat de mantenir l'estatus secret del món màgic mitjançant l'ús d'encanteris d'oblit. Aquests asseguren que víctimes muggle de crims comesos per bruixots els obliden, i a més que trobades amb gegants o dracs o d'altres criatures màgiques són oblidades. Arthur Weasley té la feina de trobar i destruir objectes d'origen muggle encantat per bruixots; segons ell, una broma bastant comuna és encantar els claus, fent que s'encongeixen quan són buscats. Els Muggles tenen la tendència de no fer cas d'esdeveniments així, preferent imaginar-se que la culpa sigui seva.

## Les altres races màgiques
Els bruixots i les bruixes dins de l'univers de Harry Potter viuen al costat de membres de diverses altres races màgiques. L'existència de totes d'aquestes és ben amagada dels Muggles. Dels tipus d'ésser no humà que han aparegut en la trama, tots menys els gegants tenen el seu propi sistema de màgia que funciona sota regles diferents que els sortilegis de les bruixes i bruixots humans.

### Els centaures
Els centaures en el món de Harry Potter són una raça d'éssers que viuen en ramats en els boscos, fora de la societat humana. Els centaures típicament no fan cas d'afers humans, si no mostren hostilitat categòrica. Hi ha un ramat de centaures en el Bosc Prohibit de Hogwarts, i membres d'ell es dignen de parlar amb en Hagrid a vegades. Un d'ells, en Firenze, consent en ensenyar la Futurologia després de l'acomiadament de la Sibil·la Trelawney.

### Els elfs domèstics
Els elfs domèstics són petites criatures que fan treball domèstic per als bruixots. Treballen en les cases de bruixots (típicament bruixots rics) i obeeixen diligentment els ordres dels seus amos. La Molly Weasley lamenta a vegades no tenir un elf domèstic per ajudar-la.
Els elfs domèstics no duen roba sinó altres objectes domèstics com ara coixineres i tovalloles; això és un senyal d'esclavitud, i si un bruixot vol alliberar al seu elf, simplement ha de donar-lo alguna peça de roba.

### Els gegants
Els gegants són criatures humanoides molt grans. Típicament amiden entre 6 i 7,5 metres. Només romanen uns pocs, després de segles de persecució per bruixots i guerres territorials entre si.
Els gegants són agressius i violents, sense qualsevol tecnologia pròpia, i amb una organització social molt primitiva. Sembla que la seva intel·ligència és inferior a la dels humans; no obstant això, poden procrear amb humans, i els personatges mig-gegants de la trama, en Hagrid i l'Olympe Maxime, són d'intel·ligència típica d'un humà.

### Els gòblins
Els gòblins són criatures més petites que els humans, amb una afinitat amb els metalls preciosos. Els gòblins operen el banc de Gringotts, el qual és l'únic banc de bruixots que hem vist en Anglaterra. També treballen com ferrers, i especialitzen en objectes valuosos decoratius. L'espasa de Gòdric Gryffindor, per exemple, és el resultat d'artesania goblin.
A diferència dels centaures, que eviten el contacte amb els humans, i els elfs, que els adoren, la història de relacions entre els gòblins i els humans ha estat tumultuós, i el que revela del contingut de la classe de la història de màgia freqüentment tracta de conflictes entre les dues races.